# Arlibenchi, Raichur
Arlibenchi là một làng thuộc tehsil Raichur, huyện Raichur, bang Karnataka, Ấn Độ.